# Mustafa Hilmi Hadžiomerović
Mustafa Hilmi ef. Hadžiomerović (Kulen Vakuf, 1816. – 10. veljače 1895.), bošnjački je teolog, prvi po redu reis-ul-ulema u razdoblju Austro-Ugarske.

## Životopis
Rodio se je u Kulen Vakufu 1816. godine. Osnovno vjersko i opće obrazovanje stekao je u rodnom mjestu. Kraće vrijeme učio je medresu u Prijedoru, a zatim došao u Gazi Husrev-begov hanikah 1833. godine. U Hanikahu u Gazi Husrev-begovoj medresi učio je pred znamenitim muderisom Mehmed ef. Kučukom, a potom je pohađao predavanja sarajevskog muftije Muhameda Sakir ef. Muidovića i Muhamed ef. Telalagića.
Godine 1837. otišao je u Istanbul u medresu Hekim Čelebi i nastavio nauke pred najpoznatijim alimima (vjerskim naučnicima) tog vremena, Vidinlijom i Denizlijom. Nakon 15 godina naukovanja u Istanbulu, te kratkog muderiziranja u Bosanskom Novom, prihvaća mjesto muderisa Gazi Husrev-begove medrese u Sarajevu, a godinu dana poslije biva imenovan za imama Arebi-atik džamije.
Iako je 1856. godine postavljen za sarajevskog muftiju, Mustafa Hilmi ef. Hadžiomerović nije prekidao muderisku službu, kao sto će i kao reis-ul-ulema nastaviti držati predavanja sve do 1888. godine. Vršeći muftijsku službu, izdao je veliki broj fetvi. Okupacijska austro-ugarska uprava u jesen 1882. godine, imenovala ga je za prvog reis-ul-ulemu Islamske zajednice u Bosni i Hercegovini o čemu je car donio odluku 17. listopada 1882. godine, dok je svečano ustoličenje obavljeno u rezidenciji Konak, u Sarajevu 15. prosinca 1882. godine.
Iscrpljen dugogodišnjim radom, Mustafa Hilmi ef. Hadžiomerović podnio je ostavku na položaj reis-ul-uleme 1893. godine, a umro je 10. veljače 1895. godine. 
Ne postoji nijedna fotografija reisu-l-uleme Hadžiomerovića.

## Vanjske poveznice
- Mustafa Hilmi Hadžiomerović, prvi reisu-l-ulema